# نولان ميلر (مؤلف)
نولان ميلر (بالإنجليزية: Nolan Miller)‏ (1907 - 30 سبتمبر 2006)؛ روائي أمريكي.